# Räktforsholmen
Räktforsholmen is een stuk land in de Zweedse Kalixrivier, dan wel Räktjärv. Het stuk land bestaat uit twee hoger gelegen gedeelten met een laagte ertussen; deze laagte kan bij voldoende hoge waterstand onderlopen; er is dan sprake van twee eielanden. Tussen het stuk land en de oever ligt eveneens een laagte; deze kan bij onvoldoende waterhoogte droog komen te staan en dan is er sprake van een schiereiland. Op de hoger gelegen gedeelten staan gebouwen.